# 강의석 (법조인)
강의석(姜義錫, 1917년 5월 24일 - 2015년 4월 )은 대한민국의 법조인, 검사, 변호사이다. 본관은 진주이고, 아호는 학산(鶴山)이다. 경기도 장단군 출신이다. 1947년 사법관시보 실무 채용시험에 합격하고 1948년 부산지방심리원(부산지검의 전신)의 심판관으로 시작하여 그해 검사로 전직, 1975년까지 28년간 검사로 활동하였다.

## 약력
- 경기도 장단군에서 태어나 경성부 종로방 운니동으로 이주하였다.
- 1936년 경성 휘문고등보통학교 졸업
- 1939년 3월 보성전문학교 법학과 졸업
- 강원지방검찰청장
- 1964년 청주지방검찰청 검사장
- 1969년 1월 20일 춘천지방검찰청 검사장
- 1971년 8월 24일 청주지방검찰청 검사장
- 1973년 4월 2일 전주지방검찰청 검사장
- 1975년 9월 17일 대검찰청 공판부장 겸 송무부장
- 새서울합동법률사무소 대표변호사

## 논문
- 《재정신청에 관한 약간의 문제점》

## 수상 경력
- 1970년 12월 5일 황조근정훈장

## 가족 관계
- 어머니 : 윤난주(尹蘭珠, 1897년 9월 7일 - ?)
- 부인 : 권영자(權寧慈, 1919년 4월 10일 - ?)
  - 아들 : 강명구(姜明求, 1946년 2월 2일 - )
  - 아들 : 강동구(姜東求, 1948년 7월 7일 - )
  - 딸 : 강행구(姜杏求, 1953년 12월 1일 - )
  - 아들 : 강선구(姜善求, 1956년 10월 11일 - )
  - 아들 : 강봉구(姜奉求, 1959년 3월 20일 - )
    - 손자: 강길모 (姜吉模, 1978년 12월 13일 - )
      - 증손자: 강현우 ( 姜現友, 2006년 7월 29일 - )